# Parc national de la Tounka
Le parc national de la Tounka (en russe : Тункинский национальный парк, Tunkinski nationalny park) est un parc national du sud de la Sibérie orientale, dans la république de Bouriatie en Russie. Il s'étend sur les 11 836 km2 du raïon de la Tounka, faisant de lui le deuxième plus vaste du pays. Il s'inscrit dans le réseau des aires protégées de la région du lac Baïkal, au sud-ouest de celui-ci.
Il protège une section de la vallée de la Tounka du rift Baïkal, ainsi que les massifs qui l'encadrent, dont en particulier le Mounkou Sardyk, le point culminant de la Bouriatie. La vaste différence d'altitude au sein du parc implique une importante variété de milieux naturels, allant des riches forêts primaires des montagnes du Saïan, en particulier sur les différents versants, aux prairies et landes alpines à la flore localement riche.
De nos jours, l'aire mêle agriculture et tourisme, avec de nombreuses stations touristiques. Environ 250 000 personnes viennent ainsi chaque année dans le parc. Le site contient près d'une vingtaine de sites archéologiques et plus de 60 monuments classés au titre des objets patrimoniaux culturels de Russie.

## Géographie
Le parc national de la Tounka se trouve dans la partie orientale des monts Saïan et la partie sud-est des monts Khamar-Daban, ainsi que dans le bassin de la Tounka au sud-ouest du lac Baïkal. La zone septentrionale du parc appartient aux Alpes de la Tounka qui ont donné leur nom à cette aire protégée et qui prolongent les monts Saïan et s'élèvent à 3 000 mètres. Le sommet le plus élevé est le pic Strelnikov à 3 284 mètres. À l'autre extrémité du parc, à l'ouest, se trouve le Mounkou Sardyk (3 492 m) à la frontière russo-mongole qui est le sommet le plus à l'est des monts Saïan. L'autre partie se trouve dans la dépression de Tounka. Le parc est traversé d'est en ouest par la route A333.
Le parc national de la Tounka recouvre une surface de 1 183 662 hectares. C'est donc l'un des plus importants de Russie. Son siège administratif se trouve au village de Kyren, chef-lieu administratif du raïon de la Tounka en république de Bouriatie. Environ vingt-trois mille personnes (en 2006) demeurent à l'intérieur des villages du territoire du parc national, comme ceux d'Archan, de Mondy ou de Tounka.

## Climat
Le climat est ici sévèrement continental avec de grandes différences de température au cours des saisons. La température moyenne de janvier varie entre −22 °C et −24 °C avec des températures minimales autour de −50 °C. La présence d'un anticyclone donne des journées sans nuage et peu ventées. La température moyenne en juillet se situe à +17 °C avec des maximales autour de +34 °C. Les dépressions de la seconde partie de l'été sont fréquentes.
Les précipitations sont de 300 à 350 mm/an en bas, de 500 à 600 mm dans les montagnes et jusqu'à 1 000 mm dans le Khamar-Daban.
23,4 % du territoire sont sous étroite surveillance pour la protection de la flore et de la nature, tandis que 55,6 % sont accessibles au tourisme et 21 % sont exploités. Huit mille visiteurs extérieurs fréquentent chaque année le parc national.

## Faune
On trouve de nombreuses espèces animales dans le parc, dont les plus représentatives sont le loup, l'ours brun, le lynx, le glouton, la belette de montagne Mustela altaica, le putois des steppes, le sanglier, l'élan, le porte-musc de Sibérie, le chevreuil de Sibérie, le cerf élaphe de l'Altaï, le lièvre de Sibérie, l'écureuil roux, le polatouche de Sibérie, le tamias de sibérie, etc.
Les oiseaux sont représentés par plus de deux cents espèces dont le grand tétras et ses cousins le tétras à petit bec et le tétras lyre, le lagopède des Alpes et toute sorte de canards.

## Flore
Le parc national de la Tounka est partagé suivant les étagements en plusieurs zones de végétation de toundra alpine, de forêts de taïga, de taïga, de steppe de montagne. La végétation est donc extrêmement variée.
La moitié de la zone des forêts est recouverte de pins de Sibérie. Plus haut le pin nain de Sibérie domine. Un quart de la zone des forêts est recouverte de mélèzes de Sibérie, un dixième de pins sylvestres. On remarque aux confins des épicéas de Sibérie et des sapins de Sibérie. Il y a aussi des bouleaux de Mandchourie (Betula platyphylla) (8,5 %), des trembles (1,6 %) et des zones avec des peupliers baumiers, des saules de Hondo et des saules communs.

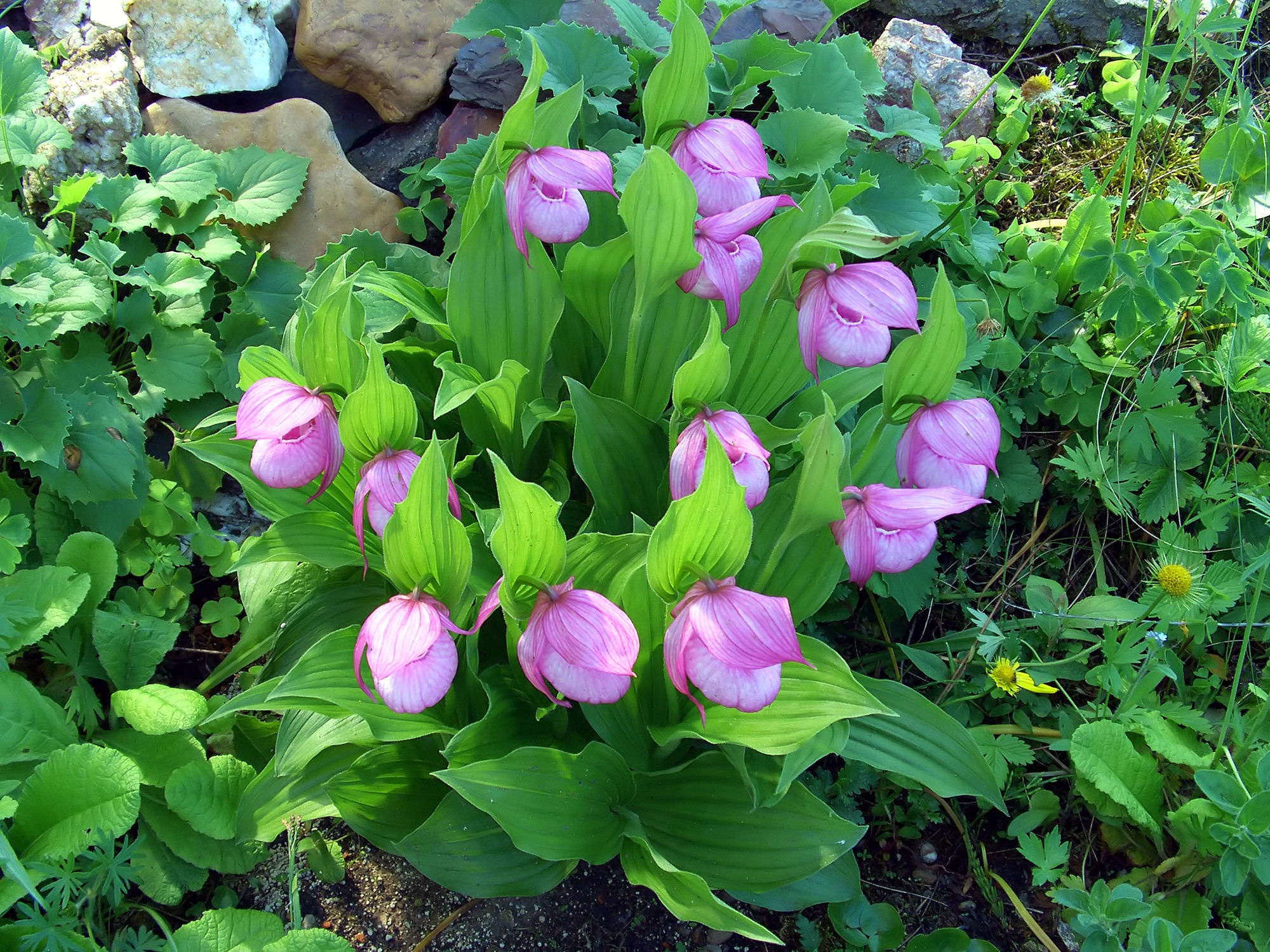
Sabot de Vénus à grandes fleurs

Dans les sous-bois, dominent le rhododendron palustre de Sibérie (31,8 %), le Rhododendron dahuricum, l'airelle rouge (22 %). Une dizaine d'espèces de plantes sont inscrites au livre rouge de Russie des espèces menacées, dont le sabot de Vénus, le sabot de Vénus à grandes fleurs et Fritillaria dagana.

## Source
- (de) Cet article est partiellement ou en totalité issu de l’article de Wikipédia en allemand intitulé « Tunka-Nationalpark » (voir la liste des auteurs).